# Краснозерський район
Краснозерський район — муніципальне утворення в Новосибірській області  Росії.
Адміністративний центр — робітниче селище Краснозерське.

## Географія
Район розташований на південному заході Новосибірської області. Межує з Кочковським, Доволенським, Здвінським і Карасуцьким районами Новосибірської області, на півдні з Алтайським краєм.
Територія району за даними на 2008 рік — 533 тис. га, в тому числі сільгоспугіддя — 432,3 тис. га (є найбільшим сільськогосподарським районом області) (81,1 % всієї площі). Територією району протікає річка Карасук, є великі запаси цегляної глини.

## Історія
Карасуцький район був утворений 24 вересня 1924 року зі центром в с. Карасук.
10 квітня 1933 року с. Карасук було перейменоване в Краснозерське, а район — в Краснозерський
28 вересня 1937 року переданий в Алтайський край. 13 серпня 1944 року переданий в Новосибірську область.

## Економіка
Економіка району представлена 8 великими і середніми промисловими підприємствами, на частку яких припадає понад 12 % загального обсягу випуску продукції, товарів і послуг району. У галузевій структурі промислового виробництва значна частка припадає на харчову промисловість (87 %). Основними промисловими підприємствами району є: ЗАТ «Краснозерський пивкомбінат ОПС», ТОВ «Краснозерський м'ясокомбінат».
Сільськогосподарським виробництвом займаються 24 акціонерних товариства, 4 сільськогосподарських кооперативи, 205 селянських (фермерських) господарств. Серед найбільш великих і успішно працюють: ЗАТ «Новомайське», яке спеціалізується на виробництві зерна і молока, і ТОВ «Рубін», яке спеціалізується на вирощуванні зерна. Широко відоме за межами району підприємство Госплемзавод ОПХ «Садовського», яке займається розведенням висококласної канадської породи герефордів, також у господарстві розвинене рибництво.

## Транспорт
Протяжність автомобільних доріг — 604 км, з них з твердим покриттям — 399 км.

## Населення
| 2002    | 2009    | 2010    | 2011    | 2012    | 2013    | 2014    |
| ------- | ------- | ------- | ------- | ------- | ------- | ------- |
| 38 836  | ↘37 901 | ↘37 777 | ↘32 387 | ↘31 942 | ↘31 539 | ↘31 176 |
| 2015    | 2016    | 2017    | 2018    | 2019    |         |         |
| ↘30 831 | ↘30 530 | ↘30 266 | ↘29 938 | ↘29 457 |         |         |